# Тимохино (Бабаевский район)
Тимохино — деревня в Бабаевском районе Вологодской области.
Входит в состав Санинского сельского поселения, с точки зрения административно-территориального деления — в Санинский сельсовет, до 2003 года была его центром.
Расстояние по автодороге до районного центра Бабаево составляет 26 км, до центра муниципального образования деревни Санинская — 0 км. Ближайшие населённые пункты — Дедовец, Санинская, Терехова, Чащино, Шарапова Горка.
Население по данным переписи 2002 года — 66 человек (27 мужчин, 39 женщин). Преобладающая национальность — русские (88 %).